# Рипсимија
Рипсимија (‘Ριψίμη) је била жена комеса Николе и мајка Комитопула - браће Давида, Мојсија, Арона и Самуила. Њено име сазнајемо из додатака епископа Михаила Деволског летопису Јована Скилице. Умрла је пре 993. године, када је чувени Самуилов натпис из села Германа, Преспанско, поставио Самуило у спомен на своје родитеље и брата Давида на њихове гробне плоче.
Носи име свете Рипсиме, посебно популарне у Јерменији, која је страдала 290. године. Ова чињеница служи као аргумент за тезу о јерменском пореклу Охридске династије. Постоји претпоставка да је Рипсимија била ћерка Марије од Качума и краља Ашота II Багратиона - краља Јерменије и шахиншаха („краља краљева”) Јерменије (Краљевство Ан) и Грузије (922-928).